# 侵吞
侵吞（或稱盜用公款、虧空公款、監守自盜），粤语中俗稱食夾棍、落格，是一種財產犯罪，指基於侵占他人財物意思或以不誠實方法，利用公務或業務之便，將他人托付之財產移轉為自己所有。常見的例子如出納員將公司收入納為私產、证券经纪人或銀行將客戶的投資轉入個人帳戶等等；如果是公務員侵吞公物，則可能構成贪污。
在普通法下，侵吞者不一定是被轉移財物的得益者。只要付托人有財產上的損失，無論最終是誰人獲利，都算侵吞。

## 英格蘭及威爾斯
盜用公款（embezzlement）的罪行最初是由《1916年盜竊罪法令》（Larceny Act 1916）第18及19條訂立，現已廢除。
盜用公款罪現由新的盜竊罪（theft）取代，為違反《1968年盜竊罪法令》（Theft Act 1968）第1條之罪行。《1968年盜竊罪法令》第1(1)條訂定：「如任何人不誠實地挪佔屬於另一人的財產，意圖永久地剝奪該另一人的財產，即屬犯盜竊罪，而『竊賊』（thief）及『偷竊』（steal）亦須據此解釋。」

## 中華民國
《中華民國刑法》第三十一章 侵占罪

- 第336條 公務或業務侵占罪

在中華民國法律中，侵占是指「持有他人之物」者，以自己所有之意思而為占有；換言之，侵占者本身係基於一定的法律关系而合法持有該物（例如借貸契約、无因管理等），卻在支配關係存續中轉念將該物納為自己所有。實務上則將侵占視為一種特殊的背信行為。

## 中華人民共和國
《中华人民共和国刑法》第五章 侵犯財產罪
第271條

1. 公司、企業或者其他單位的工作人員，利用職務上的便利，將本單位財物非法佔為己有，數額較大的，處三年以下有期徒刑或者拘役，並處罰金；數額巨大的，處三年以上十年以下有期徒刑，並處罰金；數額特別巨大的，處十年以上有期徒刑或者無期徒刑，並處罰金。
2. 國有公司、企業或者其他國有單位中從事公務的人員和國有公司、企業或者其他國有單位委派到非國有公司、企業以及其他單位從事公務的人員有前款行為的，依照本法第三百八十二條、第三百八十三條的規定定罪處罰。